# Pont-Croix
Pont-Croix is een gemeente in het Franse departement Finistère, in de regio Bretagne. De plaats maakt deel uit van het arrondissement Quimper. Pont-Croix telde op 1 januari 2022 1.635 inwoners.
Pont-Croix is een middeleeuws aandoende plaats, met granieten huizen. Bezienswaardigheden zijn het voormalige ursulinenklooster en de collegiale kerk Notre-Dame-de-Roscudon. Deze kerk werd gebouwd in de 12e en 13e eeuw maar werd daarna nog verschillende keren verbouwd. De toren is 67 meter hoog. Aan het centrale marktplein stond tot 1949 een markthal uit de 17e eeuw.

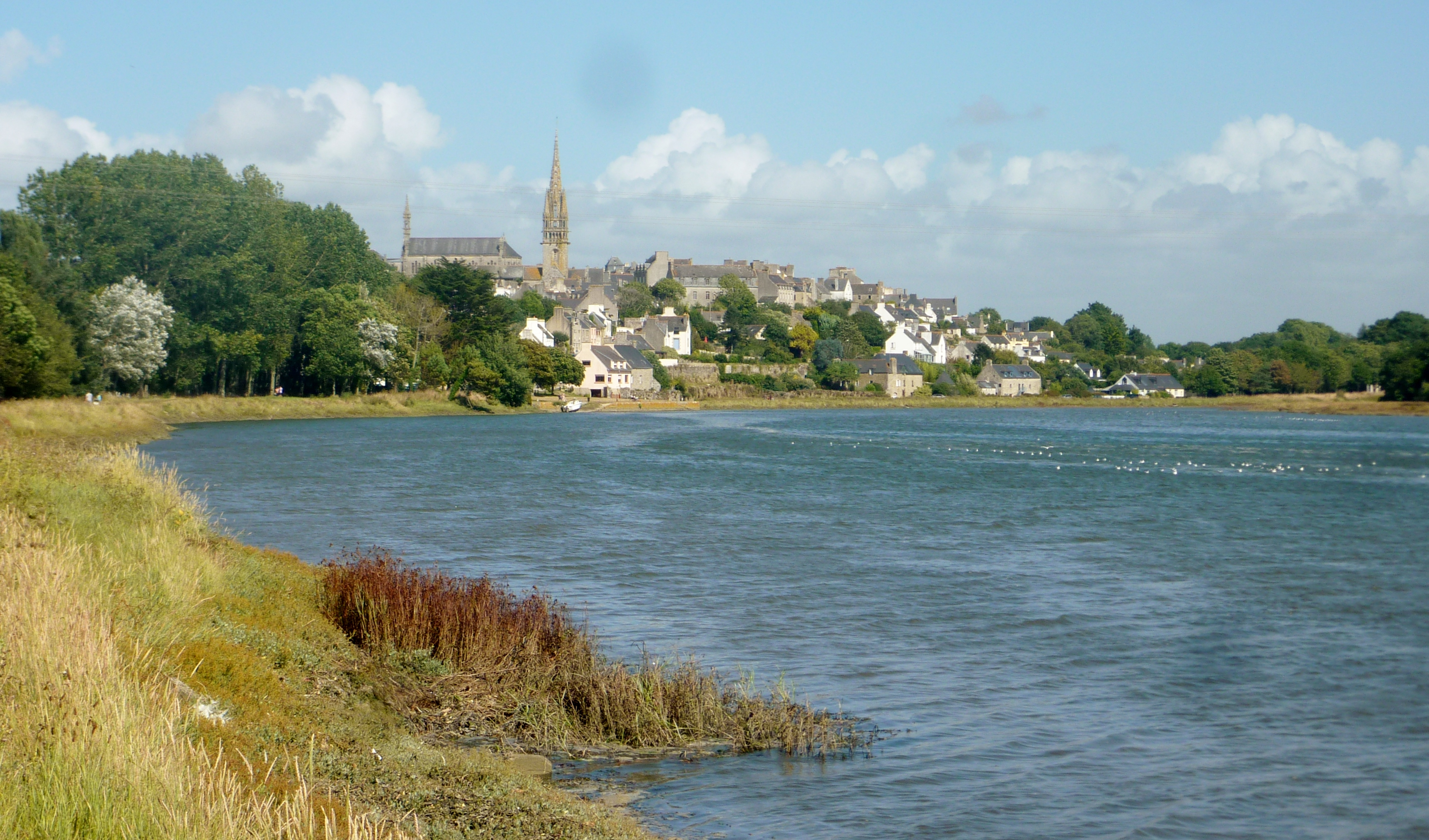
Pont-Croix en de Goyen
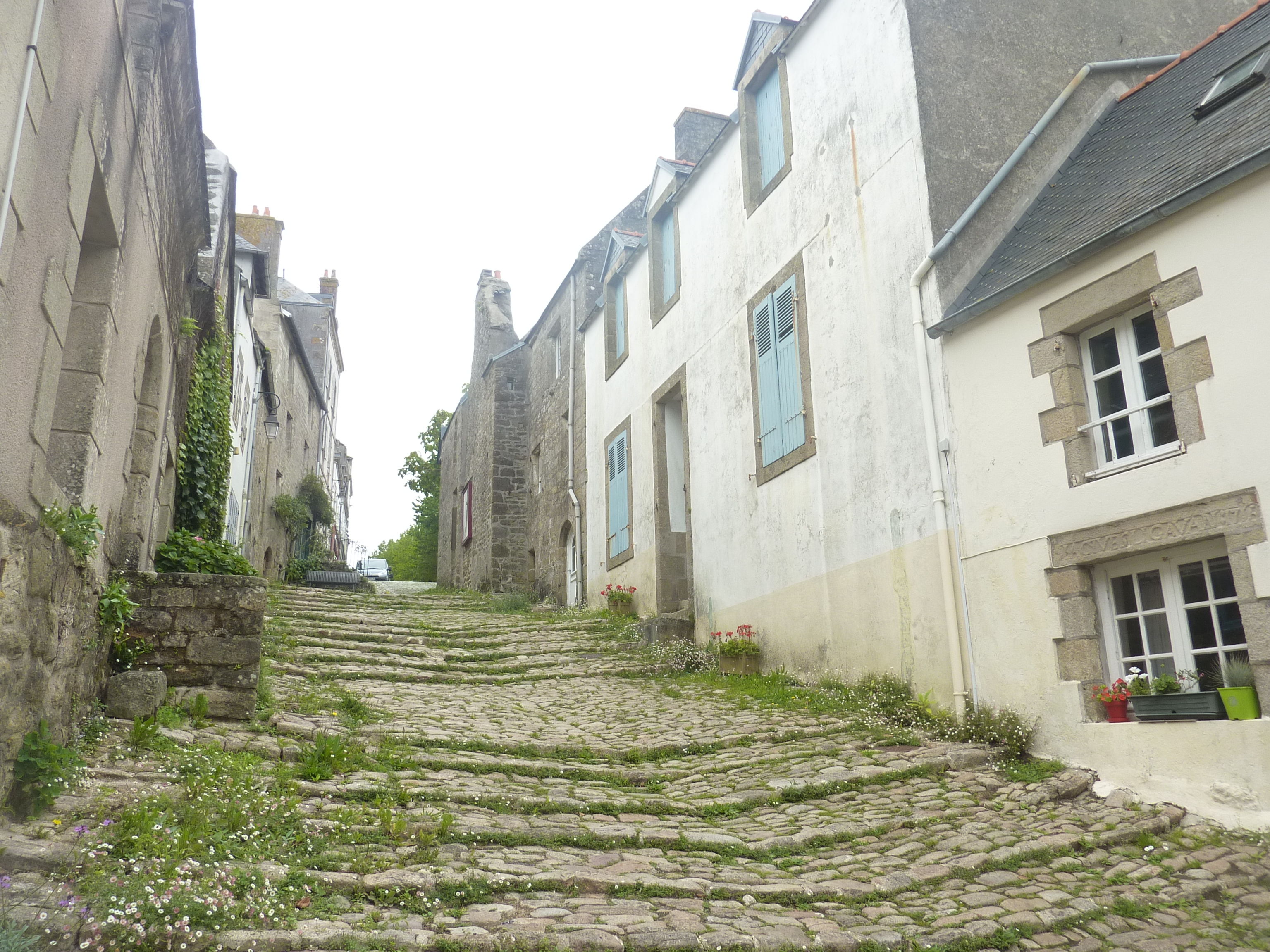
Grande Rue Chère
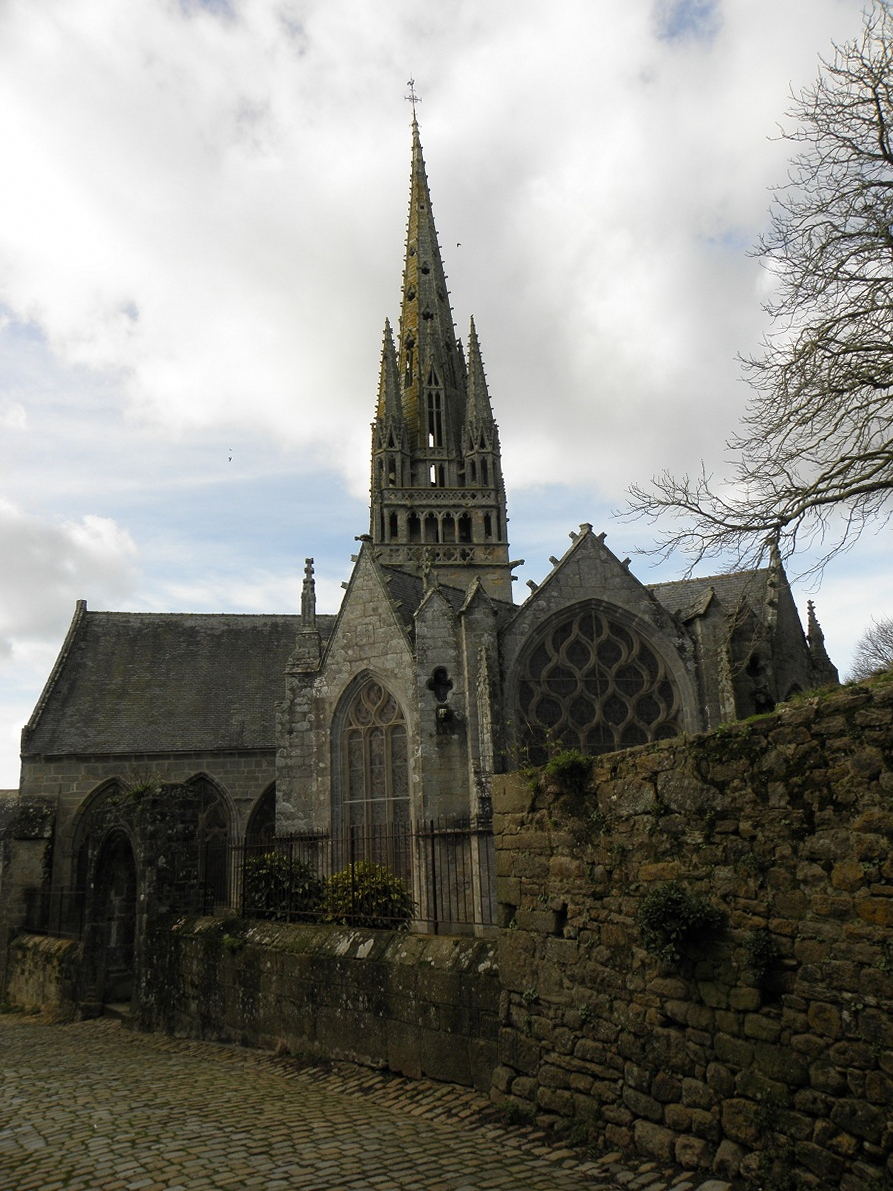
Notre-Dame-de-Roscudon
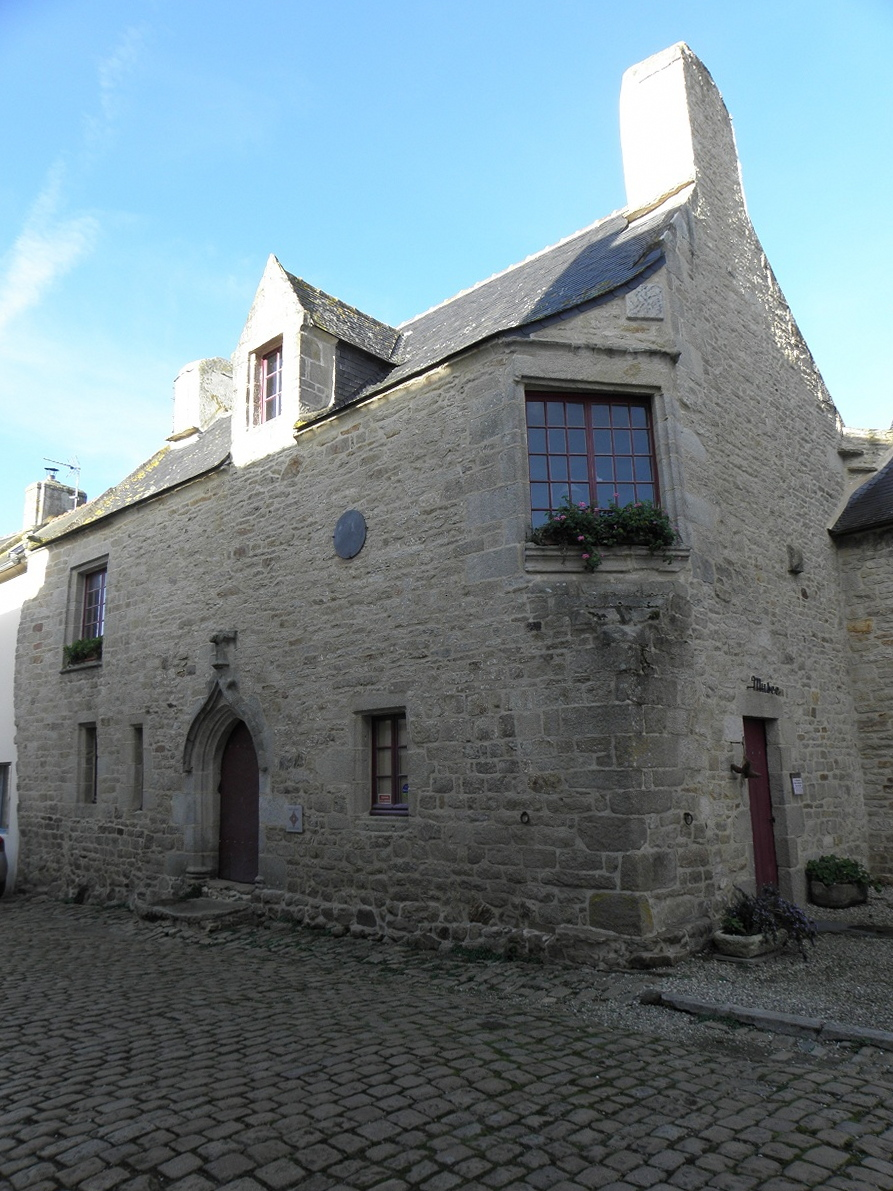
Maison du Marquisat

## Geografie
Pont-Croix ligt op de noordelijke oever van de Goyen, een ria. De oppervlakte van Plouvien bedroeg op 1 januari 2022 8,09 vierkante kilometer; de bevolkingsdichtheid was toen 202,1 inwoners per km².

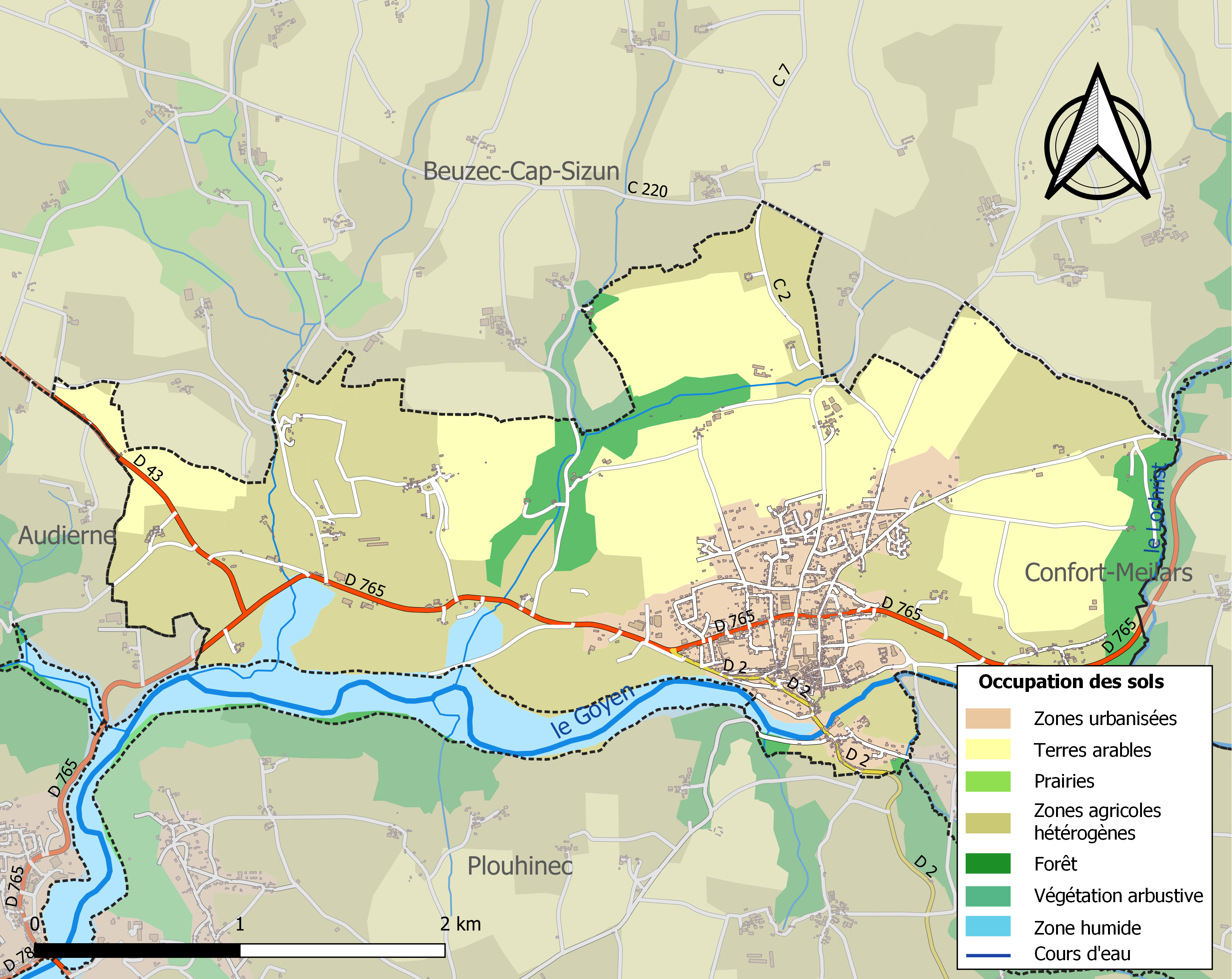
Kaart van de gemeente met belangrijkste infrastructuur, bodemgebruik en omliggende gemeenten

## Demografie
Onderstaande figuur toont het verloop van het inwonertal (bron: INSEE-tellingen).